# Olympische Winterspiele 1932/Teilnehmer (Finnland)
| Gelbes Symbol für Goldmedaillen mit stilisierten Olympischen Ringen | Graues Symbol für Silbermedaillen mit stilisierten Olympischen Ringen | Braundes Symbol für Bronzemedaillen mit stilisierten Olympischen Ringen |
| ------------------------------------------------------------------- | --------------------------------------------------------------------- | ----------------------------------------------------------------------- |
| 1                                                                   | 1                                                                     | 1                                                                       |

Finnland nahm an den III. Olympischen Winterspielen 1932 in Lake Placid mit einer Delegation von sieben männlichen Athleten an zwei Sportarten teil. Dabei konnten die Athleten drei Medaillen erringen, davon je eine Gold-, Silber- und Bronzemedaille. Es war die dritte Teilnahme Finnlands an Olympischen Winterspielen.

## Teilnehmer nach Sportarten

### Eiskunstlauf
Männer
- Marcus Nikkanen (Platz 4)

### Eisschnelllauf
1500 m
- Ossi Blomqvist (Vorrunde)

5000 m
- Ossi Blomqvist (Vorrunde)

10.000 m
- Ossi Blomqvist (Vorrunde)

### Langlauf
18 km
- Martti Lappalainen (Platz 4)
- Väinö Liikkanen (Platz 9)
- Veli Saarinen
- Valmari Toikka (Platz 7)

50 km
- Martti Lappalainen (DNF)
- Tauno Lappalainen (Platz 7)
- Väinö Liikkanen
- Veli Saarinen